# Nyabuhira
Nyabuhira är ett vattendrag i Burundi.   Det ligger i provinsen Gitega, i den centrala delen av landet, 60 km öster om huvudstaden Bujumbura.
Omgivningarna runt Nyabuhira är en mosaik av jordbruksmark och naturlig växtlighet. Runt Nyabuhira är det tätbefolkat, med 411 invånare per kvadratkilometer.